# Kokoro Morita
Kokoro Morita (森田 想 Morita Kokoro?,  Tokio, Japón, 11 de febrero de 2000) es una actriz japonesa, afiliada a Sticker. Su representante anterior fue Horipro Improvement Academy, una división de Horipro centrada en actores infantiles y juveniles.

## Filmografía

### Televisión
- Museum (WOWOW, 2016)
- Gekijourei Kara no Shoutaijou (TBS, 2015)
- Keiji Yoshinaga Seiichi Namida no Jikenbo (TV Tokyo, 2013, ep. 7)
- Shokuzai (WOWOW, 2012, ep2)
- Hagane no Onna 2 (TV Asahi, 2011, ep. 1)
- Onmitsu Happyaku Yachou (NHK, 2011)
- Akahana no Sensei (NTV, 2009)
- Ghost Town no Hana (TV Asahi, 2009)
- Kimi Hannin Janai yo ne? (TV Asahi, 2008, ep. 10)
- Loss Time Life (Fuji TV, 2008, ep. 5)
- Mikka Okure no Happy New Year! (TBS, 2007)

### Películas
- Aisu to amaoto (2018)
- The Anthem of the Heart (2017) como Minako Mikami[1][2]
- Warau Manekineko (2017) como Izumi Adachi
- Sadako vs. Kayako (2016)
- Orange (2015)
- Death Forest 3 (2015)
- Ore Monogatari (2015)
- Solomon's Perjury (2015)
- Suzuki-sensei (2013)

### Comerciales
- Benesse - Charenji ichinensei
- Urban Renaissance Agency - Dai kazoku no yōna (2006)
- Canon Inc.
- Mizkan - Ajipon (2010)